# Grammaticus (profesor)
Grammaticus era el profesor de jóvenes en la Antigüedad clásica. 
En Roma, los niños de 7 a 11 o 12 años se confiaban al /gramática/ludi magister, los jóvenes de 11 o 12 a 15 años al grammaticus/ludi grammaticus, y los mayores de 15 años al rhetor/ludi rhetor. Los términos griegos pedagogía, disculpas y gramática no tenían un uso unívoco, y referían distintas funciones en distintas partes y épocas del mundo helénico; mientras que los términos grammatistes, Paidotribo y khitaristes referían a los responsables de distintas materias de instrucción (intelectual, física y musical).
Independientemente de lo lucrativo de su oficio, algunos grammatici alcanzaron un elevado status en la sociedad romana, incluso a pesar de sus orígenes humildes o haber llegado a Roma desde las provincias (Grecia -sobre todo de Atenas-, Siria, Hispania, Galia, otras partes de Italia), en muchos casos como esclavos (caso de doce de los veinte que cita Suetonio en De Illustribus Grammaticis). Prueba de que se les consideraba dignos de protección pública es el hecho de que se les eximió del pago de impuestos. Tener entre sus discípulos a hijos de destacados personajes fue una manera de aproximarse a ellos, como es el caso de Marcus Antonius Gnipho con Julio César.
La retribución se fijó en el Edicto de Precios Máximos de Diocleciano (año 301), para las distintas enseñanzas, en denarios por alumno: 50 (elemental), 75 (aritmética o estenografía), 200 (geometría, gramática griega o latina) y 250 (retórica).